# Frédéric Buyle
Pour les articles homonymes, voir Buyle.
Frédéric "Fred" Buyle est un apnéiste et photographe belge né en 1972.

## Biographie
Dès son plus jeune âge il est en contact avec l’océan en passant plusieurs mois par an sur le voilier familial. À l'âge de 10 ans il découvre la plongée en apnée. En parallèle de l'apnée il devient moniteur de plongée sous-marine et en 1991 il commence sa première école d'apnée. En 1992 il participe à la création l'AIDA, la fédération internationale qui développe la plongée en apnée en tant que sport et activité de loisir. En 1999, il est le 8e humain à passer la barre mythique des 100m de profondeur en apnée, cette même année il est classé No 1 mondial dans la discipline du poids constant.
Depuis 2005, Frédéric Buyle travaille avec les scientifiques aux quatre coins de la planète[Où ?] pour des missions de terrain sur lesquelles l'apnée lui sert pour des études télémétriques qui impliquent des marquages de requins, ou des recherches sur l'acoustique des cétacés. 

## Films et documentaires
- L’Homme Poisson, 26 min, Thalassa/Philippe Lallet, 2009  (lien)
- Danse avec les Poissons / Adventure Ocean Quest, 5 × 52 min et 1 × 90 min, 2010, ZDF/Cinemarine (lien)
- Great White Sharks 3d IMAX, 40 min, Luke Cresswell/Steve McNicholas, 2013 (lien)
- L’Odyssée des Monstres Marins / Swimming with Legends, 110 min, St Thomas Productions 2014 (lien)